# Ancyla holtzi
Ancyla holtzi är en biart som beskrevs av Heinrich Friese 1902. Ancyla holtzi ingår i släktet Ancyla och familjen långtungebin. Inga underarter finns listade i Catalogue of Life.